# Acelerógrafo
Un acelerógrafo puede referirse tanto a un sismógrafo de movimientos fuertes como a un acelerómetro de terremotos.  Son normalmente construidos en una caja autónoma y ahora suelen ser conectados de forma directa al Internet.
Los acelerógrafos son útiles cuando el movimiento de un terremoto es tan fuerte que provoca que los Sismómetro más sensibles salgan de su escala.  Existe una disciplina dedicada a los grandes movimientos de suelo, la cual se dedica a instalar acelerógrafos en la proximidad de fallas importantes.  El tipo de información reunida (como la velocidad de ruptura) no sería posible de obtener con los sismómetros comunes.
Estos instrumentos registran la aceleración sísmica, velocidad y desplazamiento del suelo e intensidad espectral.
Dentro del acelerógrafo,  existe un conjunto de 3 cabezales de sensor de acelerómetro.  Estos suelen ser chips microelectromecánicos (MEMS) que son sensibles en una dirección.  De este modo, el acelerómetro puede medir el movimiento completo del dispositivo en tres dimensiones.
A diferencia del sismómetro que opera continuamente, los acelerómetros por regla general trabajan en un modo provocado.  Aquello significa que se debe fijar un nivel de aceleración para iniciar el proceso de registro.  Esto hace el mantenimiento mucho más difícil sin una conexión de Internet directa (u otros medios de comunicación).  Muchos viajes han sido hechos a acelerómetros tras grandes terremotos, sólo para encontrar que la memoria se llenó con un ruido extraño o que el instrumento funcionaba mal.
Los acelerómetros se usan para monitorear estructuras de respuesta ante terremotos.  A veces, con los datos, se computa un espectro de respuesta.  Otros análisis son usados para mejorar el diseño de edificios o para ayudar a localizar las estructuras importantes en áreas más seguras.